# Neoaliturus argillaceus
Neoaliturus argillaceus är en insektsart som beskrevs av Mitjaev 1975. Neoaliturus argillaceus ingår i släktet Neoaliturus och familjen dvärgstritar. Inga underarter finns listade i Catalogue of Life.